# Киларни (Онтарио)
Киларни (енгл. Killarney) је општина у Канади у покрајини Онтарио. Према резултатима пописа 2011. у општини је живело 505 становника.

## Становништво
Према резултатима пописа становништва из 2011. у граду је живело 505 становника, што је за 10,0% више у односу на попис из 2006. када је регистровано 459 житеља.
| 2006. | 2011. |
| ----- | ----- |
| 459   | 505   |